# Ozarba illosis
Ozarba illosis är en fjärilsart som beskrevs av George Francis Hampson 1906. Ozarba illosis ingår i släktet Ozarba och familjen nattflyn. Inga underarter finns listade i Catalogue of Life.